# Aloïse Biebuyck
Aloïs (ou Aloïse) Biebuyck (Vive-Saint-Eloi, 19 juin 1860 – Ixelles, 28 janvier 1944) est un lieutenant-général belge, aide de camp du roi Albert Ier, qui a combattu pendant la Première Guerre mondiale.

## Biographie
Aloïs Biebuyck est né à Vive-Saint-Éloi le 19 juin 1860 dans l'auberge « La Concorde » . Il est le fils d'Ange Biebuyck et de Sophie Colette Acke et le cousin du peintre Émile Claus. Il se marie à Dampremy le 23 juillet 1887 avec Alice Bourgeois originaire de cette même localité. Ils ont un fils officier dans l'armée belge qui décèdera pendant la Première Guerre mondiale.
Il perd son père à cinq ans et sa mère à douze ans. À l'école de Vive-Saint-Éloi, il apprend très tôt le français. Ayant perdu prématurément ses parents, il est élevé par son oncle, Hyppolite Biebuyck, industriel à Bruxelles.

### Carrière militaire
Il s'engage le 6 mars 1877 à seize ans comme caporal dans le 5e régiment de Ligne. Il passe par tous les grades subalternes et le 16 octobre 1881, il est nommé sous-lieutenant au 1er régiment de Ligne. En 1887, il est lieutenant au 12e régiment de Ligne. Il suit les cours à l'École de guerre, est breveté adjoint d'état-major en 1895 et devient aide de camp du général Lorain en 1900. Il est nommé major au régiment des Grenadiers en 1907. Il prend le commandement du 2e régiment des carabiniers en 1913 et en devient colonel en juin 1914.

### Première Guerre mondiale
Durant la Première Guerre mondiale, il défend avec le 2e régiment de carabiniers la Nèthe entre Lierre et Duffel. Ce régiment est très éprouvé par le siège d'Anvers et fusionne avec le 4e régiment de carabiniers en septembre 1914. Au cours de la bataille de l'Yser le 22 octobre 1914, il mène personnellement le 3e bataillon de carabiniers dans une contre-attaque dans la boucle de Tervaete près de Pervijze. Il est grièvement atteint par trois balles et est transporté à l'hôpital de Calais, où son fils, le lieutenant Marcel Biebuyck, décède en sa présence le 29 mars 1915. Après sept mois d'hospitalisation, Aloïse Biebuyck retourne au front le 14 mai 1915. Il était particulièrement apprécié de ses soldats auxquels il s'adressait familièrement avec un « Beste vriend » (« cher ami ») ce qui a valu son surnom « Beste vriend ».
Il est promu général-major le 11 juin 1915, aide de camp du roi Albert Ier le 1er août 1915 et lieutenant-général, grade le plus élevé dans la hiérarchie militaire belge, le 30 mars 1916. Il est nommé commandant de la 6e division d'armée le 8 août 1917, et au cours de la cinquième bataille d'Ypres, il mène les quatre divisions d'infanterie du groupe sud de l'armée belge à la victoire entre le 28 septembre et le 14 octobre 1918. Il s'empare ainsi de la crête de Passendale et de Moorslede. Au 11 novembre 1918, ses troupes avaient atteint la Lys entre Harelbeke et Deinze.

### Entre-deux guerres et Seconde Guerre mondiale
Après la Grande Guerre, il continue à assurer la fonction d'aide de camp du roi Albert Ier le représentant à de nombreuses cérémonies officielles puis, après sa retraite le 1er juillet 1925, d'aide de camp honoraire. Il reste ainsi un proche du roi Albert Ier puis de son fils Léopold III. Jusqu'à son décès le 28 janvier 1944, il assume la présidence de la Société de l'Ordre de Léopold.
Il a été inhumé dans le carré militaire belge du cimetière d'Ixelles dans une sépulture semblable à celle de ses soldats.

## Hommages et distinctions
Trois rues ont été baptisées à son nom : à Bruxelles, à Deinze et à Vive-Saint-Éloi (dans la rue où il est né).
Il a reçu les distinctions suivantes :
- Grand cordon de l'ordre de Léopold en 1919 (Belgique) [8] ;
- Grand officier de l'ordre de la Couronne (Belgique) ;
- Croix de guerre 14-18 (Belgique) ;
- Croix du feu et Croix de l'Yser (Belgique) ;
- Grand-croix de la Légion d'honneur en 1938 (France) ;
- Croix de guerre 1914–1918 (France) ;
- Ordre du Bain : Grand cordon[9](Angleterre) ;
- Army Distinguished Service Medal (États-Unis).